# Тракало Василь Йосипович
Васи́ль Йо́сипович (Йо́сифович) Трака́ло (нар. 24 вересня 1956, смт Товсте, Україна) — український журналіст, письменник. Член Національної спілки журналістів України (1984). Заслужений журналіст України (2002). Член Національної спілки письменників України (2004).

## Життєпис
Василь Тракало народився 24 вересня 1954 року у смт Товсте Заліщицького району (нині у складі Чортківського району) Тернопільської области України).
Закінчив факультет журналістики Київського університету. Працював журналістом у редакціях Чернівецького радіомовлення і Заставнівської районної газети «Нова доба»; власним кореспондентом обласної газети «Свобода» (у Бучацькому, Монастириському, Заліщицькому районах); кореспондентом газети «Будівельник» (1980—1983, Тернопіль); відповідальним секретарем Бучацького районного товариства любителів книги.
Нині — у редакції бучацької районної газети «Перемога» (нині «Нова доба»): завідувач відділу районної газети (1983—1991), редактор газети «Золота Пілава» (1991), з 22 листопада 1991 донині — головний редактор. У 2001 році 1-й заступник генерального директора Тернопільської обласної ТРК. 

### Громадська діяльність
27 січня 2017 року на звітно-виборній конференції Тернопільської обласної організації Національної спілки журналістів України обраний головою ТОО НСЖУ.. Член правління НСЖУ з квітня 2017 року.

## Доробок
Автор оповідань, документальних повістей «Банкір», «Три кола пошани» (1990), роману «Колонія» (1998), публікацій у журналах «Сучасність», «Дзвін», «Тернопіль», в українській та закордонній пресах.

## Родина
Одружений. Разом із дружиною виховали двох синів: Андрій (нар. 1990) — прокурор прокуратури Підгаєцького району та Ярослав — журналіст Першого національного, речник Національної поліції України.

## Нагороди та відзнаки
- лауреат Всеукраїнської премії «Золоте перо» (1994)
- лауреат Всеукраїнської літературно-мистецької премії імені братів Лепких (2000)
- лауреат премії Українського вільного університету у Нью-Йорку (США)
- Тернопільська обласна премія імені Володимира Здоровеги (2010)[10]